# Chiesa di Santa Tecla (Este)
La chiesa di Santa Tecla, anche nota come duomo di Santa Tecla, è il principale luogo di culto cattolico di Este, in provincia e diocesi di Padova; inoltre, è sede dell'omonima parrocchia inserita nel vicariato di Este.

## Storia

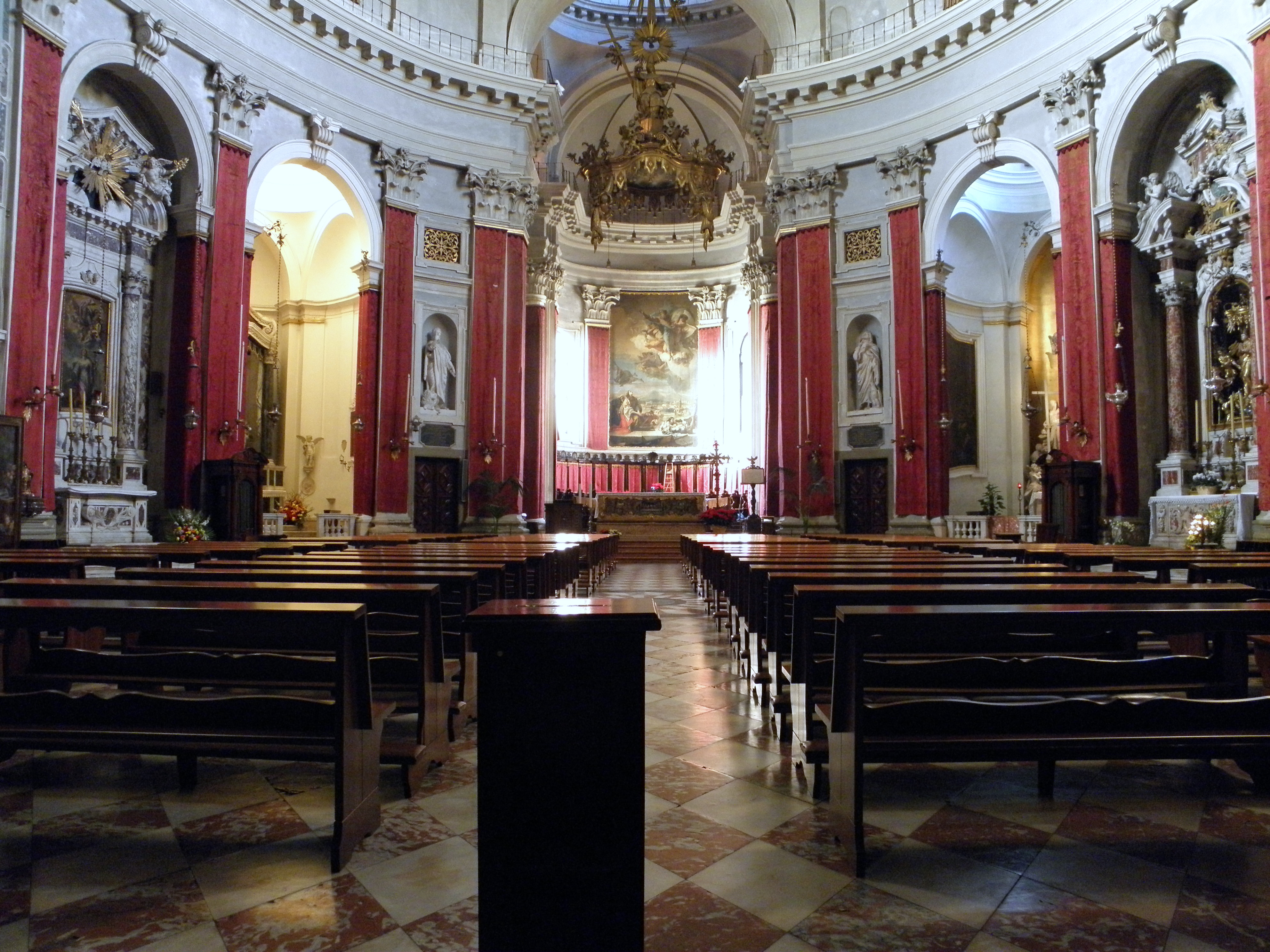
Interno

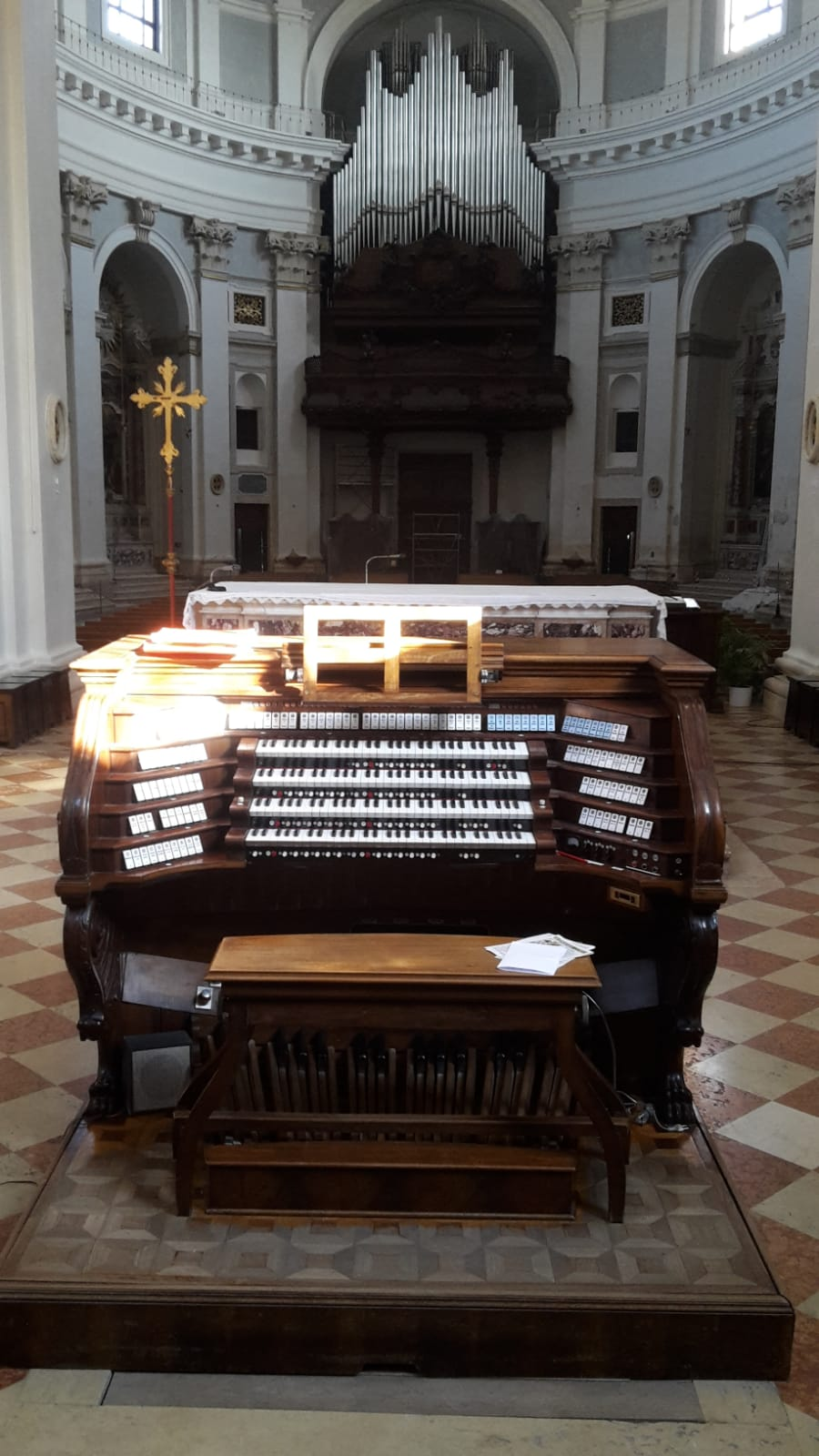
Organo a canne

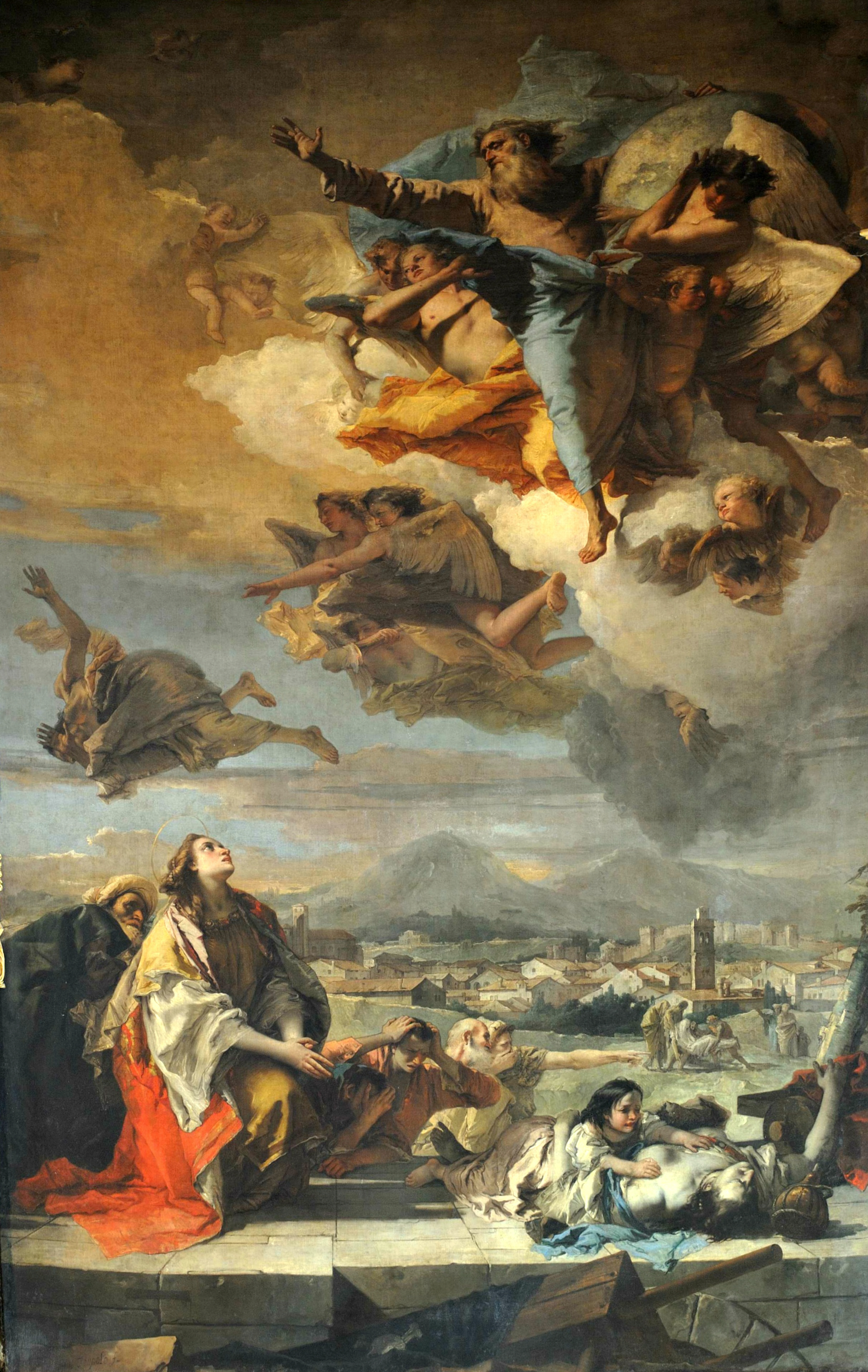
Giambattista Tiepolo, Santa Tecla libera la città di Este dalla peste, Este, Duomo Abbaziale di Santa Tecla

La prima citazione della pieve di Este risale al 1034. Nel XII secolo la pieve venne rifatta. Poiché nella visita pastorale del 1489 il vescovo di Padova Pietro Barozzi giudicò la pieve "poco organica", negli anni successivi l'edificio fu riparato. Nella prima metà del XVI secolo si decise, però, di ricostruirlo. Il progetto venne affidato a Vincenzo Scamozzi e la nuova pieve fu eretta tra il 1583 ed il 1592.
Il 15 aprile 1688 una violenta scossa di terremoto ridusse in macerie la chiesa.
L'attuale duomo venne edificato tra il 1690 ed il 1720 su progetto di Antonio Gaspari e consacrato nel 1748 dal vescovo Carlo Rezzonico (ossia il futuro Papa Clemente XIII, dal 1758). Tra il 1724 ed il 1730 venne sopraelevato il campanile, che era stato eretto sulla base di quello antico, risalente all'VIII secolo. 
Nel 1896 papa Leone XIII elevò l'arcipretale di Este a chiesa abbaziale.

## Descrizione

### Interno
All'interno del duomo si può trovare una ricca dotazione artistica: la splendida pala di Giambattista Tiepolo Santa Tecla intercede presso il Padre Eterno per la liberazione della città dalla peste del 1630, olio su tela del 1759, situata nell'abside concava, la pala d'altare dello Zanchi, l'altare-scultura del Sacramento del Corradini. L'organo, opera della casa organaria Fratelli Ruffatti, è uno dei più grandi della regione, con quattro manuali per 65 registri.

Vi è sepolto il Servo di Dio Guido Negri.

### Campane
Il campanile contiene un maestoso concerto di 7 campane montate a slancio con massa totale di 6525 kg; le 6 grandi sono accordate in scala diatonica maggiore di Si2 e la più piccola è un ottavino, tutte sono state fuse dalla fonderia Vescovile Cavadini di Verona nel 1835:

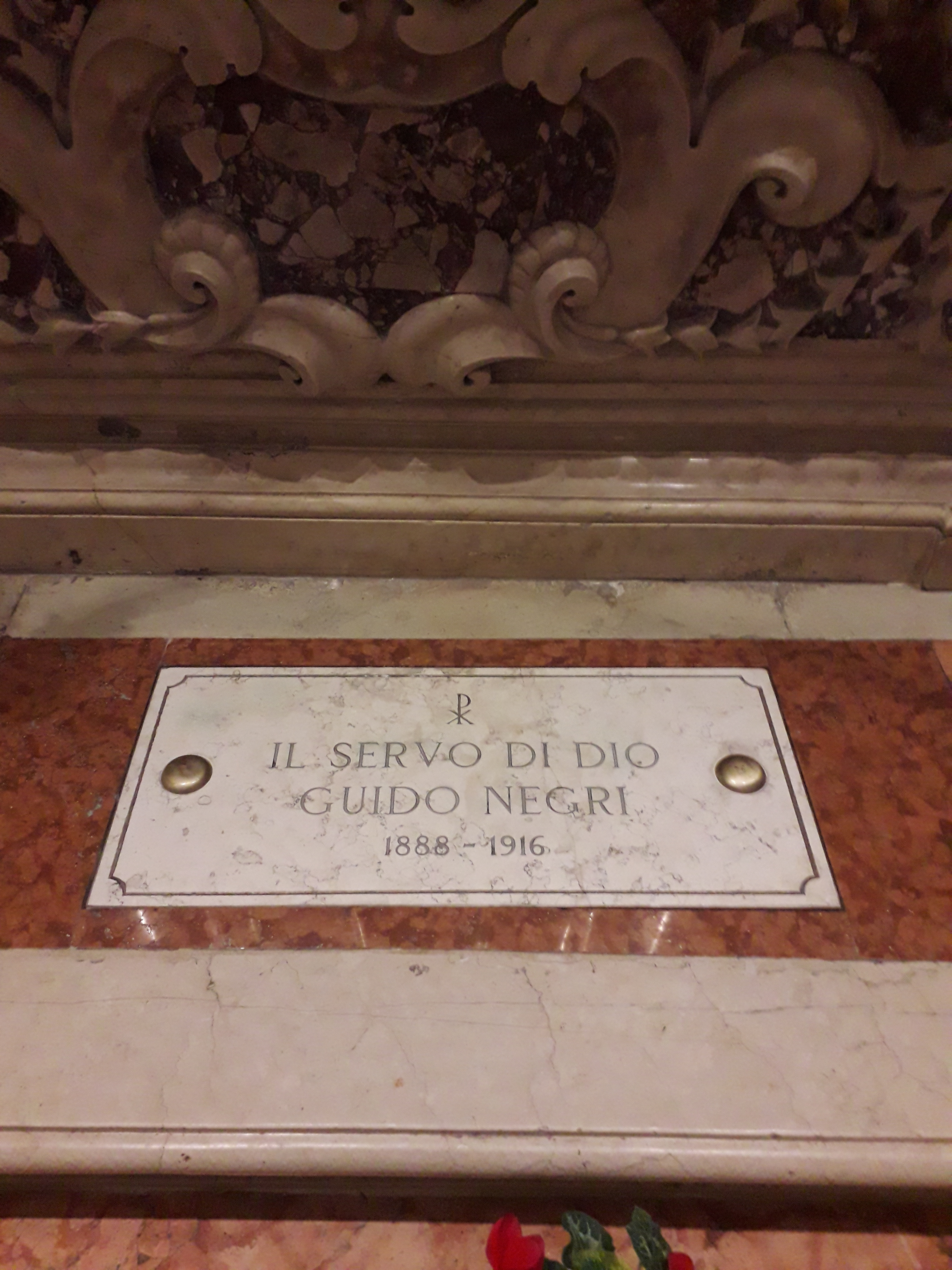
Tomba di Guido Negri all'interno del duomo.

| Campana | Nome         | Nota  | Diametro | Massa   | Utilizzo |
| ------- | ------------ | ----- | -------- | ------- | --- |
| I       | Ave Maria    | Si2   | 150 cm   | 2010 kg | 3 volte al giorno, mattina, pomeriggio e sera; talvolta era usata per avvisare i pericoli imminenti o i fatti gravi accaduti |
| II      | Ora di notte | Do#3  | 133,7 cm | 1410 kg | rientro serale nella città e le altre ore del giorno                                                                         |
| III     | del Signore  | Re#3  | 119,6 cm | 1015 kg | quando veniva portato il Viatico ai malati                                                                                   |
| IV      | dei Defunti  | Mi3   | 112,4 cm | 830 kg  | funerali, insieme alla 5ª |
| V       | dell'Agonia  | Fa#3  | 99,8 cm  | 605 kg  | annuncio morte delle persone                                                                                                 |
| VI      | dei Canonici | Sol#3 | 88,8 cm  | 415 kg  | recita della liturgia delle ore                                                                                              |
| VII     | della Messa  | Si3   | 73,5 cm  | 240 kg  | prima delle celebrazioni eucaristiche                                                                                        |